# Aéroport international de Münster/Osnabrück
L'Aéroport international de Münster/Osnabrück (Flughafen Münster / Osnabrück en allemand) (code IATA : FMO • code OACI : EDDG) est un aéroport international mineur situé dans le Land allemand de Rhénanie-du-Nord-Westphalie. Il est situé près de Greven, à 25 km au nord de Münster et à 35 km au sud d'Osnabrück.
L'aéroport dessert la région du nord de la Ruhr, le sud de la Basse-Saxe, le pays de l'Ems, la Westphalie et des régions limitrophes des Pays-Bas.

## Situation
| Berlin · Brandebourg EuroAirport Basel-Mulhouse-Freiburg Freiburg · City Brême Cassel Cologne · Bonn Dortmund Dresde Düsseldorf Erfurt Francfort-Hahn Francfort · sur-le-Main Friedrichshafen Hambourg Hanovre Heringsdorf Karlsruhe · Baden-Baden Leipzig Lübeck Memmingen Munich Münster · Osnabrück Nuremberg Paderborn · Lippstadt Rostock Sarrebruck Stuttgart Sylt Weeze Mannheim |

### Graphique
Pour des raisons techniques, il est temporairement impossible d'afficher le graphique qui aurait dû être présenté ici.

Voir la requête brute et les sources sur Wikidata.

## Compagnies et destinations
| Compagnies         | Destinations |
| ------------------ | --- |
| Aegean Airlines    | En saison charter: Héraklion-N. Kazantzákis |
| Air Cairo          | En saison: Hurghada |
| Corendon Airlines  | En saison: Antalya, Hurghada |
| Eurowings          | Palma de Majorque |
| GP Aviation        | Charter: Priština |
| Lufthansa          | Francfort, Munich-F. J. Strauß |
| Nouvelair          | En saison: Monastir |
| Ryanair            | En saison: Corfou-I. Kapodístrias, Palma de Majorque, Zadar                                                                                        |
| SmartLynx Airlines | - Fuerteventura, - Héraklion-N. Kazantzákis, - Kos, - Las Palmas/Gran Canaria, - Palma de Majorque, - Rhodes-Diagoras, - Ténériffe-Sud Reine Sofia |
| SunExpress         | Antalya |

Édité le 11/04/2018  Actualisé le 08/03/2023